# Luis Bermejo (historietista)
Luis Bermejo Rojo (Madrid, 12 de agosto de 1931 - Palma de Mallorca, 12 de diciembre de 2015) fue un historietista e ilustrador español de prolífica trayectoria, que abarcó desde la Escuela Valenciana clásica hasta el boom del cómic adulto. Algunos de sus trabajos fueron publicados en Italia, Gran Bretaña y Estados Unidos, donde trabajó un tiempo para DC Comics.

## Biografía
Luis Bermejo inició su carrera en Valencia siendo todavía un adolescente, con un estilo deudor del de Manuel Gago, en la serie El rey del mar (1948-1950), que contaba con guion de Pedro Quesada. En 1951 volvió a Madrid, donde creó numerosas series clásicas de los años 50, como Aventuras del FBI (Editorial Rollán), Apache o Marco Polo.
A finales de los años 50 comenzó a colaborar a través de agencias como A. L. I. y Bardon Art para el mercado británico, en los títulos Girls Crystal y Tarzan Weekly. En los primeros 60 trabajó en numerosas series de todos los géneros como Thriller Picture, War, Battle Picture Libraries, Mirabelle, Pike Mason, Dick Daring, John Steel, Mann of Battle, Heros the Spartan o Johnny Future.
En los años 1970, a través de la agencia Selecciones Ilustradas de Josep Toutain, trabajó en varias revistas de Warren Publishing como Creepy, Eerie o Vampirella. Entre 1979 y 1980, la editorial italiana Bonelli publicó tres álbumes de Historia del Oeste dibujados por Bermejo, con guiones de Gino D'Antonio.
En los años 1980 publicó series como Orka en Cimoc, así como multitud de historias cortas en esta y otras revistas de la época como Metropol o Zona 84, así como una adaptación de El Señor de los Anillos en tres tomos para Toutain Editor. A finales de los años 1980 publicó asimismo diversas aventuras de El Capitán Trueno con guiones de Víctor Mora para Bruguera y posteriormente para Planeta DeAgostini en la revista Aventuras Bizarras.

## Obra
- (1958) Apache (1ª serie), con guion de Pedro Quesada, para editorial Maga
- (1976-) Jeff Blake, el hombre de Pinkerton (dentro de la revista "Kun-Fu").  Ediciones Amaika

### Álbumes
- Un yanki en la corte del rey Arturo (dentro de la colección "Historias Selección"). Editorial Bruguera, (varias ediciones).
- El Señor de los Anillos (3 tomos). Toutain Editor, (1979) y recopilatorio en (1981).
- Los ocho anillos de Elibarin. A.G. Vázquez Editor, (1981).
- Historia de Andalucía (3 tomos) junto con Antonio Hernández Palacios. El Monte de Piedad, (1982).
- Marco Polo. Editorial Valenciana, (1983).
- Firmado por Isaac asimov. Editorial Bruguera, (1983).
- Magallanes y Elcano. El océano sin fin (dentro de la colección "Relatos del nuevo mundo"). Planeta DeAgostini, (1992).
- El sueño eterno (dentro de la colección "Viñetas Negras") Glénat (2005).

### Varios
- Vida y costumbres de los vikingos. (Álbum de cromos, dibujos junto a Matías Alonso con textos de Pedro Quesada). Editorial Maga, 1965.
- Cuento de las mil y una noches II (ilustraciones). Timunmas, 1978.
- Dos leyendas de Becquer. (Álbum de cromos, dibujos junto con Miguel Calatayud). El Monte de Piedad, 1984.